# راهزنان در دنیا حکومت نمی‌کنند
راهزن در دنیا حکومت نمی‌کند (به ترکی استانبولی: Eşkıya Dünyaya Hükümdar Olmaz () یک مجموعه تلویزیونی ترکی در ژانر اکشن، درام و جنایی است که در ۸ سپتامبر ۲۰۱۵ تا ۱۵ ژوئن ۲۰۲۱ در ۶ فصل از کانال آتی‌وی پخش شد.
فصل ۷ این سریال قرار بود که از شبکه آتی‌وی پخش شود، اما به جای آن یک فیلم سینمایی پخش شد و این سریال در ۶ فصل و ۲۰۰ قسمت به صورت رسمی پایان یافت. فیلم سینمایی مربوط به این سریال با اسم «مبادا رئیس بشنود» در سال ۲۰۱۹ به روی پرده رفت.

## داستان
این سریال داستان هیزیر چاکیربیلی و خانواده اش را روایت می‌کند که در حال صعود به قله دنیای زیرزمینی هستند که او در کودکی وارد آن شده‌بود. هر چه او قوی‌تر و ثروتمندتر می‌شود، منشأ بی عدالتی‌ها می‌شود.
هیزیر مرد عاشقی است. او هرگز از دوست داشتن طفره نمی‌رود. همچنین دوست دارد که او را دوست داشته باشند.
او همچنین همسر، برادر همسر، و برادرزاده همسرش و دیگر اعضای خانواده اش را گرامی می‌دارد و برای آنها «پدری» فداکار است. او یک دوست فداکار است. او یک برادر ضروری است. او رئیسی عادل و سخاوتمند است، به جای این که این ویژگی‌ها پایان او باشد، در دنیای زیرزمینی هیزیر را نیز تجلیل می‌کند. او زمانی در رادار دولت قرار می‌گیرد که به مردی تبدیل شده است که می‌توان به او اعتماد کرد و همیشه تجارت کرد. دولت فکر می‌کند کاندیدای مناسبی برای انجام فعالیت‌های نامشروعی که می‌خواهد کنترل کند، نیست. این بزرگ‌ترین پیشنهاد به هیزیر است.

## بازیگران و شخصیت‌ها
| بازیگرانی که حداقل چهار فصل در سریال حضور داشتند | بازیگرانی که حداقل چهار فصل در سریال حضور داشتند | بازیگرانی که حداقل چهار فصل در سریال حضور داشتند | بازیگرانی که حداقل چهار فصل در سریال حضور داشتند | بازیگرانی که حداقل چهار فصل در سریال حضور داشتند | بازیگرانی که حداقل چهار فصل در سریال حضور داشتند |
| بازیگر                                           | نقش                                              | فصل‌ها                                            | قسمت‌ها                                           | نقش مثبت/منفی                                    | خلاصهٔ داستان |
| ------------------------------------------------ | ------------------------------------------------ | ------------------------------------------------ | ------------------------------------------------ | ------------------------------------------------ | --- |
| اوکتای کاینارجا                                  | هیزیر چاکیربیلی                                  | اول تا ششم                                       | ۱–۱۹۹                                            | مثبت                                             | برادر بزرگترش یعنی یوسف، حدود بیست سال پیش در دنیای مافیا کشته شد. هیزیر نیز راه او را ادامه می‌دهد و رئیس خانوادهٔ چاکیربیلی‌ها و همچنین رئیس میز تجارت است. |
| یونس امره ییلدیریمر                              | آلپ‌ارسلان چاکیربیلی                              | اول تا ششم                                       | ۱–۱۹۹                                            | مثبت                                             | پسرِ یوسف و برادرزادهٔ هیزیر و الیاس. (از اعضای میز) |
| اوزان آکبابا                                     | الیاس چاکیربیلی                                  | اول تا ششم                                       | ۱–۱۹۹                                            | مثبت                                             | برادرِ هیزیر و یوسف. (از اعضای میز) |
| صنم چلیک                                         | جِیلان اوزسوی                                     | فصل دوم، سوم، پنجم، ششم                          | ۴۱–۱۰۳ ۱۵۴–۱۸۷                                   | مثبت                                             | عشق هیزیر (قبل‌از این‌که هیزیر با مریم ازدواج کند)، خالهٔ آلپ‌ارسلان، مادر هیزیرعلی و خواهر داوود (افسراطلاعات) |
| یالچین حافظ‌اوغلو                                 | هیزیرعلی چاکیربیلی                               | فصل دوم تا ششم                                   | ۴۹–۱۹۹                                           | مثبت                                             | پسرِ نامشروع هیزیر و جیلان، هم پسرخاله و هم پسرعموی آلپ‌ارسلان. |
| ساواش اوزدمیر                                    | تیپی                                             | فصل اول تا ششم                                   | ۱–۱۹۲                                            | مثبت                                             | یکی از اعضای میز و همچنین از دوستان قدیمی و صمیمی هیزیر. |
| طارق اونلواوغلو                                  | اونال کاپلان                                     | فصل اول تا چهارم                                 | ۱–۱۳۹                                            | مثبت                                             | از اعضای میز و کسی که میز تجارت را برپا کرده و بزرگ‌ترین هدفش این است که حتی بعد از مرگ خودش این میز به تجارت ادامه دهد. او در ابتدا بزرگ‌ترین و مهم‌ترین دشمن هیزیر بود. |
| تورگای تانولکو                                   | شاهین آقا                                        | فصل اول تا ششم                                   | ۴–۱۹۹                                            | مثبت                                             | از دوستان قدیمی و صمیمی هیزیر. او تقریباً نیمی از عمرش را در زندان گذرانده است. |
| سابینا آیرولا توزیا                              | خیریه چاکیربیلی                                  | فصل اول تا ششم                                   | ۱–۱۷۹                                            | مثبت                                             | مادرِ یوسف، هیزیر و الیاس. |
| هاکان کارسک                                      | اِنیشته (تمل)                                     | فصل اول تا ششم                                   | ۱–۱۹۹                                            | مثبت                                             | شوهر خدیجه، که به‌خاطر این خویشاوندی از نزدیک‌ترین افراد هیزیر شد. |
| کنان چوبان                                       | فَحری                                             | فصل اول تا پنجم                                  | ۴–۱۶۵                                            | مثبت                                             | هنگامی که با هیزیر در زندان بود با او دوست شد و یکی از مهم‌ترین افراد هیزیر شد. |
| نیهان تاشیورک                                    | اوزگور                                           | فصل اول تا چهارم                                 | ۱۶–۲۹ ۴۰ ۹۰–۱۳۲                                  | مثبت                                             | او در ابتدا به‌عنوان وکیلِ مریم وارد سریال شد. بعدها با الیاس واد رابطهٔ عاشقانه شد. |
| ارکان بکتاش                                      | آتش                                              | فصل اول تا چهارم                                 | ۱–۱۱۷                                            | منفی                                             | او با تضمین تیپی توانست سر میز بنشیند. |
| اردال کوچوکومورجو                                | داوود                                            | فصل اول تا چهارم                                 | ۶–۶۹ ۸۶–۱۱۱                                      | مثبت                                             | داییِ آلپ‌ارسلان و هیزیرعلی، برادرِ جیلان و رئیس‌اطلاعات. هدف او این است که دولت را بر مافیا حاکم کند. |
| آتیلا شندیل                                      | فکرت                                             | فصل اول تا چهارم                                 | ۲۵–۱۱۲                                           | مثبت                                             | او شوهرِ اولِ آمینه است و با حمل‌ونقل و تجارت اسلحه سروکار دارد. (از اعضای میز) |
| سوینچ گورشِن آکییلدیز                             | خدیجه                                            | فصل اول تا ششم                                   | ۱–۱۹۹                                            | مثبت                                             | دخترخالهٔ هیزیر. |
| سویل آکی                                         | امینه                                            | فصل اول تا ششم                                   | ۱۵–۱۹۹                                           | مثبت                                             | خواهرِ بزرگ‌تر تیپی و یکی از دوستان صمیمی خانوادهٔ چاکیربیلی. |
| مصطفی ووران                                      | عدنان                                            | فصل اول تا ششم                                   | ۴–۱۹۹                                            | مثبت                                             | محافظ خانوادهٔ چاکیربیلی. |
| عمر کورت                                         | ظفر                                              | فصل دوم تا ششم                                   | ۶۴–۱۶۵ ۱۸۱–۱۹۹                                   | مثبت                                             | از افراد خانوادهٔ چاکیربیلی. |
| جان بارتو اصلان                                  | عمر چاکیربیلی                                    | فصل اول، دوم، سوم و پنجم                         | ۱–۱۰۷ ۱۵۳                                        | مثبت                                             | پسرِ هیزیر و مریم. |
| مرت اوگوت                                        | فاروق                                            | فصل سوم تا ششم                                   | ۹۴–۱۶۶                                           | مثبت                                             | آدمِ آلپ‌ارسلان. |
| بازیگرانی که سه فصل در سریال حضور داشتند         |                                                  |                                                  |                                                  |                                                  | |
| دنیز چاکر                                        | مریم چاکیربیلی                                   | فصل اول تا سوم                                   | ۱–۱۰۷                                            | مثبت                                             | همسر سابق هیزیر. |
| سوجان یاشار                                      | اِسرا                                             | فصل اول، دوم و چهارم                             | ۱–۷۱ ۱۳۰–۱۳۷                                     | مثبت                                             | همسر سابق الیاس |
| جرن بندرلی‌اوغلو                                  | عُمور فاچالی                                      | فصل چهارم تا ششم                                 | ۱۲۴–۱۹۹                                          | مثبت                                             | همسر الیاس. خواهرِ بهزاد و حشمت. |
| امیر بندرلی‌اوغلو                                 | بهزاد فاچالی                                     | فصل چهارم تا ششم                                 | ۱۲۲–۱۹۹                                          | مثبت                                             | برادرِ حشمت و عُمور. او در ابتدا دشمن الیاس بود. (از اعضای میز) |
| تورگوت تونچلاپ                                   | حشمت فاچالی                                      | فصل چهارم تا ششم                                 | ۱۲۲–۱۹۶                                          | مثبت                                             | رهبر خانوادهٔ فاچالی‌ها و یکی از اعضای میز است. او در ابتدا دشمن چاکیربیلی‌ها بود. او شوهرِ دوم آمینه نیز است. (از اعضای میز) |
| امره تورون                                       | نوزات در جم: نوشات                               | فصل اول تا سوم                                   | ۱–۸۶                                             | منفی                                             | او افسر اطلاعات است. استاد راهنمای او داوود است. |
| حسین آونی دانیال                                 | طوفان                                            | فصل چهارم تا ششم                                 | ۱۰۸–۱۹۹                                          | مثبت                                             | از اعضای میز و یکی از دوستان صمیمی خانوادهٔ چاکیربیلی‌هاست. او در قاچاق نفت فعالیت می‌کند. |
| کمال بشار                                        | اندر                                             | فصل اول تا سوم                                   | ۱۷–۹۱                                            | مثبت                                             | حدود ۲۴ سال پیش که یوسف (برادرِ بزرگ‌تر هیزیر)، برادرِ اندر رو کشت و به همین دلیل اندر با هیزیر دشمنی کرد و به درخواست ویکتور پشت میز نشست. او مین و اسلحه قاچاق می‌کند |
| سدات کالکاوان                                    | ایلکر                                            | فصل اول تا سوم                                   | ۷–۹۱                                             | منفی                                             | ایلکر دلقک با تضمین سلیم پشت میز نشست. |
| حیدر شیشمان                                      | خورشید دِرِه                                       | فصل سوم تا پنجم                                  | ۷۲–۱۶۳                                           | مثبت                                             | او یکی از باارزش‌ترین آدم‌های هیزیر است. او پدرش و پدربزرگش نیز برای چاکیربیلی‌ها کار می‌کردند. |
| احمد اوزارسلان                                   | ییلماز                                           | فصل اول تا سوم                                   | ۱۳–۸۱                                            | منفی                                             | او با مشاورهٔ اونال و اوزر پشت میز نشست. او دست راست اونال است. |
| شنر ساواش                                        | رفعت                                             | فصل چهارم تا ششم                                 | ۱۲۴–۱۷۸                                          | منفی                                             | برادرِ فکرت و یکی از اعضای میز. |
| سلین ایشیک                                       | اوزلم چاکیربیلی                                  | فصل چهارم تا ششم                                 | ۱۱۱–۱۶۶                                          | مثبت                                             | همسر آلپ‌ارسلان |
| اجه حکیم                                         | زینب چاکیربیلی                                   | فصل اول تا سوم                                   | ۱–۷۲                                             | مثبت                                             | دخترِ هیزیر و مریم. |
| زینب ملیس گیرشن                                  | مروه                                             | فصل اول تا سوم                                   | ۱–۱۰۷                                            | مثبت                                             | دخترِ انیشته و خدیجه |
| یاسمین ساکالی‌اوغلو                               | لطفیه                                            | فصل اول تا سوم                                   | ۱–۱۰۷                                            | مثبت                                             | دخترخواندهٔ خیریه و همسر سابق عدنان. |
| توفیق ارمان کوتلو                                | تکین                                             | فصل چهارم تا ششم                                 | ۱۰۸–۱۹۹                                          | مثبت                                             | او دست‌راست بوران است و بعدها آدم دوغان بی‌کس می‌شود. |
| اوکان توران                                      | رها                                              | فصل اول تا سوم                                   | ۱۰–۱۰۳                                           | مثبت                                             | پسر شاهین‌آقا و از افراد چاکیربیلی‌ها. |
| هاکان ارگه                                       | سچکین/ازبر                                       | فصل اول تا سوم                                   | ۱۵–۹۳                                            | مثبت                                             | از افراد چاکیربیلی‌ها |
| تونا اورهان                                      | ثروت                                             | فصل اول تا سوم                                   | ۱–۹۶                                             | مثبت                                             | او دوست خانوادگیِ چاکیربیلی‌هاست و در ساخت بمب نیز خبره است. |
| بنیان دونمز                                      | موبَجَّل                                            | فصل اول و دوم                                    | ۱–۷۴                                             | مثبت                                             | همسر ثروت و دوست خانوادگی چاکیربیلی‌ها است. |
| آنیل کیر                                         | ارجان                                            | فصل دوم تا چهارم                                 | ۵۲–۱۲۲                                           | مثبت                                             | او در ابتدا آدمِ گولمزها بود و بعداً آدمِ چاکیربیلی‌ها شد. |
| گزده اکور                                        | مینه                                             | فصل چهارم تا ششم                                 | ۱۲۳–۱۹۹                                          | مثبت                                             | خدمت‌کار خانهٔ چاکیربیلی‌ها که آمینه او را آورد. |
| قدیر چیچک                                        | مورات/مراد                                       | فصل سوم تا پنجم                                  | ۹۱–۱۴۴                                           | منفی                                             | یک افسر اطلاعاتی که گاهی برای چاکیربیلی‌ها کار می‌کرد. |
| بازیگرانی که دو فصل در سریال حضور داشتند         |                                                  |                                                  |                                                  |                                                  | |
| مصطفی اوستونداع                                  | بوران                                            | فصل چهارم و پنجم                                 | ۱۰۸–۱۵۹                                          | مثبت                                             | از اعضای میز و دوست صمیمی الیاس و بهزاد است. او دلار تقلبی نیز چاپ می‌کند. |
| علی سورملی                                       | دوغان بی‌کس                                       | فصل پنجم و ششم                                   | ۱۶۱_۱۶۳ ۱۶۶ ۱۸۰_۱۹۸                              | مثبت                                             | او دوست قدیمی یوسف (برادرِ بزرگ‌ترِ هیزیر) است. او پدر بی‌خانمان‌ها است. |
| هاکان کاراهان                                    | اوزَر چِتینر                                       | فصل اول و دوم                                    | ۱–۵۳                                             | منفی                                             | از اعضای میز است. او دست راست سابق اونال کاپلان بود. |
| آریف پیشکین                                      | اوزکان                                           | فصل اول و دوم                                    | ۵۲–۳۰                                            | منفی                                             | از اعضای میز |
| بهاتین جونیت آکساکال                             | رِفیک (رافیک)                                     | فصل اول و دوم                                    | ۱–۴۶                                             | مثبت                                             | او برادر ریفکی و دوست هیزیر است. او جای برادرش ریفکی پشت میز نشست. |
| مهمت چِپیچ                                        | آلتان ییلدیزلی                                   | فصل چهارم و پنجم                                 | ۱۳۶–۱۶۱                                          | منفی                                             | افسرسابق‌اطلاعات، آدم احمد داهلان و دشمن هیزیر است. |
| هاکان مِریچلیلِر                                   | ضیا                                              | فصل سوم و چهارم                                  | ۱۰۴–۱۱۰                                          | مثبت                                             | او یک قاتل قراردادی بین‌المللی است. او پس از مدتی با یاشار، هیزیر و اونال قراردادبست. |
| یوکسل آریجی                                      | وهبی                                             | فصل اول و دوم                                    | ۱–۷۰                                             | مثبت                                             | او از افراد چاکیربیلی‌ها و دست‌راست هیزیر است. |
| سینان دمیرر                                      | جیویو                                            | فصل اول و دوم                                    | ۱–۵۹                                             | مثبت                                             | او دوست خانوادگی و از افراد چاکیربیلی‌ها است. |
| دلشاد شیشمک                                      | ابرو                                             | فصل پنجم و ششم                                   | ۱۴۴–۱۷۹                                          | منفی                                             | او در ابتدا وکیل اونال بود و بعدها وکیل چاکیربیلی‌ها با میز شد. |
| سلن کورکوتان                                     | اوزلم کاپلان                                     | فصل اول و چهارم                                  | ۱–۱۹ ۱۱۱                                         | مثبت                                             | دخترِ اونال کاپلان و دوست‌دختر آلپ‌ارسلان. |
| آرزو غمزه کیلینچ                                 | هاندان                                           | فصل اول و دوم                                    | ۴۰–۶۰                                            | مثبت                                             | خواهرِ جیلان و داوود، مادرِ آلپ ارسلان، همسرِ یوسف (برادر بزرگ‌ترِ هیزیر) است. |
| اینجینور داشدمیر                                 | عایشن                                            | فصل اول و دوم                                    | ۱–۵۹                                             | منفی                                             | همسرِ جیوجیو و دوست خانوادگی چاکیربیلی‌ها است. |
| زارا ییلماز                                      | گونول                                            | فصل دوم و سوم                                    | ۶۵–۱۰۲                                           | مثبت                                             | او خواننده و همسرِ تیپی است. |
| دمت اییگون                                       | سرپیل                                            | فصل چهارم و پنجم                                 | ۱۲۹–۱۳۹                                          | مثبت                                             | مادرِ اوزلم چاکیربیلی |
| آسلی اونسالان                                    | نورتن                                            | فصل اول و دوم                                    | ۱۰–۴۱                                            | منفی                                             | او همسرِ دورسون است که به دستور مریم و توسط انیشته کشته شد. |
| قدیر ارنجه                                       | کمال                                             | فصل چهارم و پنجم                                 | ۱۰۸–۱۴۷                                          | مثبت                                             | برادرزادهٔ طوفان |
| برک دمیرگونش                                     | اورهان                                           | فصل چهارم و پنجم                                 | ۱۰۸–۱۵۱                                          | مثبت                                             | پسرِ طوفان و دوست صمیمیِ هیزیرعلی. |
| مسعود اوگوزهان                                   | مسعود                                            | فصل پنجم و ششم                                   | ۱۴۴–۱۹۸                                          | مثبت                                             | آدمِ شاهین‌آقا |
| ظفر خلفا                                         | عیسی                                             | فصل پنجم و ششم                                   | ۱۵۲–۱۹۹                                          | مثبت                                             | آدم طوفان |
| علی یرلیکایا                                     | هاکان                                            | فصل پنجم و ششم                                   | ۱۴۰–۱۹۶                                          | مثبت                                             | آدم بهزاد |
| میکائیل کیر                                      | میکائیل                                          | فصل پنجم و ششم                                   | ۱۴۶–۱۹۹                                          | مثبت                                             | از افراد چاکیربیلی‌ها |
| اوکتای سامورکاش                                  | مراد/ مورات                                      | فصل پنجم و ششم                                   | ۱۶۲–۱۸۶                                          | -                                                | یکی از بی‌خانمان‌های دوغان بی‌کس. |
| اجویت بالی                                       | سلجوق                                            | فصل چهارم و ششم                                  | ۱۲۳–۱۲۶ ۱۷۷–۱۹۹                                  | -                                                | - |
| علی اوزدن اینگین                                 | توفیق (تفو)                                      | فصل چهارم و پنجم                                 | ۱۰۸–۱۶۱                                          | مثبت                                             | آدم بوران |
| بازیگرانی که فقط در فصل اول حضور داشتند          |                                                  |                                                  |                                                  |                                                  | |
| میرزا بَهاتین دوغان                               | سلیم                                             | فصل اول                                          | ۱–۲۹                                             | مثبت                                             | از دوستان بسیار صمیمیِ هیزیر و یکی از اعضای میز. |
| اوکتای گورسوی                                    | محمود                                            | فصل اول                                          | ۱–۳۱                                             | منفی                                             | برادرِ سلیم و بدترین دشمنِ الیاس. |
| مژده اوزمان                                      | نازلی                                            | فصل اول                                          | ۱–۴۰                                             | مثبت                                             | معشوقهٔ سابق هیزیر. |
| دِمِت سِویم                                         | یارِن (یاران)                                     | فصل اول                                          | ۱–۴۰                                             | -                                                | او بهترین دوست نازلی و همچنین عاشق محمود است. |
| گالیپ اردال                                      | احمد                                             | فصل اول                                          | ۱–۳۱                                             | مثبت                                             | او از دوستان صمیمی هیزیر و یکی از اعضای میز است. او طلا را ذوب و به مواد اولیه تبدیل می‌کند. |
| آیهان ایشیک                                      | کارتال سیبریالی                                  | فصل اول                                          | ۱۵–۲۲                                            | منفی                                             | آدم ویکتور |
| کایا سِنسِو                                        | ویکتور                                           | فصل اول                                          | ۲۶–۳۳                                            | منفی                                             | او ارباب اسلحهٔ روسی است. هدف او این است که هیزیر و اونال را نابود کند و بهترین شود. |
| اوزگور اونان                                     | توپراک                                           | فصل اول                                          | ۱۳–۳۶                                            | منفی                                             | او با مشورت رِفیک پشت میز نشست. |
| آلپر تورِدی                                       | سوپی                                             | فصل اول                                          | ۱۳–۳۰                                            | منفی                                             | او با مشورت احمد پشت میز نشست. |
| کوبیلای تونچر                                    | ساواش علی‌اوغلو                                   | فصل اول                                          | ۷–۱۰                                             | منفی                                             | او یکی از اعضای میز است که جای برادرش مراد پشت میز می‌نشیند. |
| علی کاوجی                                        | مراد علی‌اوغلو                                    | فصل اول                                          | ۱–۴                                              | منفی                                             | یکی از اعضای میز |
| علی تویلو                                        | کمال دمیرگوچ                                     | فصل اول                                          | ۱–۴                                              | منفی                                             | یکی از اعضای میز |
| بازیگرانی که فقط در فصل دوم حضور داشتند          |                                                  |                                                  |                                                  |                                                  | |
| مریم اوزرلی                                      | سوزن (سوزی)                                      | فصل دوم                                          | ۵۳–۶۹                                            | مثبت                                             | دوست‌دختر سابق الیاس، خواهرِ اوزلم کاپلان، دخترخواندهٔ اونال کاپلان و همچنین یک مأمور بسیار آموزش‌دیده که برای اونال کار می‌کند. |
| حسین سویاَسلان                                    | صالح گولمِز                                       | فصل دوم                                          | ۴۴–۵۱                                            | منفی                                             | هدف او این است که اونال کاپلان و هیزیر را نابود کند. |
| بیلگِهان بیرینجی‌اوغلو                             | اِنوَر گولمز                                       | فصل دوم                                          | ۴۳–۵۱                                            | منفی                                             | پسرِ صالح گولمز و دشمن الیاس. |
| جان گورزاپ                                       | رستم فیستیک‌اوغلو                                 | فصل دوم                                          | ۶۵–۷۱                                            | منفی                                             | حدود بیست سال پیش، او یکی از سه بنیانگذار میز تجارت است. در گذشته با یوسف چاکیربیلی (برادرِ بزرگ‌ترِ هیزیر) و اونال کاپلان قرار و مدار می‌گذاشتند. با این حال، رابطه آن‌ها با اونال کاپلان خراب شد و اونال سعی کرد رستم را بکشد. اما رستم نمرد و با همکاری CIA به آمریکا فرار کرد. او ۳ ماه بعد یوسف چاکیربیلی را به قتل رساند و اکنون برگشته تا رئیس میز شود.                                              |
| عثمان آلبایراک                                   | سرکان کورو                                       | فصل دوم                                          | ۵۸–۷۱                                            | منفی                                             | او افسر اطلاعاتی است که جایگزین داوود می‌شود. هدف او نابود کردن میز تجارت است. |
| سردار اورچین                                     | مرت                                              | فصل دوم                                          | ۵۴–۷۱                                            | منفی                                             | او برادرِ کوچک‌تر و دست‌راستِ ارجومنت است. او بعدها جای ارجومنت پشت میز نشست. |
| جِنک کانگوز                                       | جمیل                                             | فصل دوم                                          | ۶۲–۶۸                                            | منفی                                             | او زمانی یک سازمان‌دهنده بود و به زندان افتاد. او به لطف سرکان کورو و آونی فیستیک اوغلو از زندان آزاد شد. |
| تورگای کانتورک                                   | آونی فیستیک‌اوغلو                                 | فصل دوم                                          | ۵۷–۶۶                                            | منفی                                             | برادرِ رستم فیستیک‌اوغلو و یکی از اعضای میز. |
| ارجان اِکِر                                        | مأمور سی‌آی‌اِی                                     | فصل دوم                                          | ۵۲–۷۰                                            | منفی                                             | او رئیس سازمان CIA در ترکیه است. |
| ظفر کایااوکای                                    | اِرجومِنت (در جم: اَرجومَند)                         | فصل دوم                                          | ۵۴–۵۷                                            | منفی                                             | یکی از اعضای میز |
| سِمیح اِرتورک                                      | تانر                                             | فصل دوم                                          | ۴۱–۵۱                                            | منفی                                             | برادرزادهٔ اوزکان |
| مفید کایاجان                                     | فریدون                                           | فصل دوم                                          | ۴۱–۴۵                                            | مثبت                                             | پدرِ اسرا |
| عرفان کیلینچ                                     | مرسل گولمز                                       | فصل دوم                                          | ۴۵–۵۰                                            | منفی                                             | پسرِ صالح گولمز |
| جان جیلان                                        | اِرهان گولمز                                      | فصل دوم                                          | ۴۶–۵۱                                            | منفی                                             | پسرِ صالح گولمز |
| بازیگرانی که فقط در فصل سوم حضور داشتند          |                                                  |                                                  |                                                  |                                                  | |
| اولگون شیشمک                                     | یاشار بی‌کَس                                       | فصل سوم                                          | ۷۳–۱۰۷                                           | مثبت                                             | او دوست صمیمی الیاس و یکی از اعضای میز است. دوغان بی‌کس سال‌ها یاشار بی‌کس را تعلیم داد و نام خانوادگی خود (کیمسِسیز) را برروی یاشار گذاشت. |
| مسعود آکوستا                                     | اکرم (اکرام) ییلدیران                            | فصل سوم                                          | ۷۳–۱۰۳                                           | منفی                                             | او دشمن چاکیربیلی‌ها است و هدف آن رهبری میز تجارت است. |
| لِونت اوزدیلِک                                     | پودرا حقی (حقی پودری)                            | فصل سوم                                          | ۸۷–۹۹                                            | منفی                                             | او یک فروشنده مواد مخدر و دشمن هیزیر است. او به لطف اکرم توانست سر میز بنشیند. |
| امید بِلِن                                         | عمو سام                                          | فصل سوم                                          | ۹۵–۱۰۷                                           | منفی                                             | او دشمن چاکیربیلی‌ها و یک شخصیت کلیدی در سازمان CIA است. |
| افق شِن                                           | قدرت                                             | فصل سوم                                          | ۹۸–۱۰۶                                           | منفی                                             | او برادرزادهٔ رشید و دشمن چاکیربیلی‌ها است. |
| ارطغرل پوست‌اوغلو                                 | پاشا (گونش)                                      | فصل سوم                                          | ۹۲–۹۸                                            | منفی                                             | او در گروه مخفی سازمان CIA در ترکیه است. او به لطف اکرم توانست سر میز بنشیند. |
| تانر توران                                       | مرسل کارا                                        | فصل سوم                                          | ۷۷–۸۵                                            | منفی                                             | او دشمن هیزیر و یاشار بی‌کس است. |
| احمد سومرز                                       | حسن خان                                          | فصل سوم                                          | ۹۴–۹۷                                            | منفی                                             | او یک افسر اطلاعاتی خائن است. |
| سِدا ییلدیز                                       | رشید                                             | فصل سوم                                          | ۹۸–۱۰۱                                           | منفی                                             | دشمن هیزیر و یاشار بی‌کس |
| حیدر زورلو                                       | زِکی                                              | فصل سوم                                          | ۷۳–۷۷                                            | منفی                                             | آدمِ تئومان |
| ایرم سلطان چنگیز                                 | سلدا ییلدیران                                    | فصل سوم                                          | ۷۶–۹۷                                            | منفی                                             | او دخترِ اکرم است که مواد مصرف می‌کند و با هیزیرعلی ازدواج می‌کند. |
| افق کاراکاواک                                    | یالچین                                           | فصل سوم                                          | ۸۷–۹۷                                            | منفی                                             | پسرِ حقی پودری |
| بیرول اونل                                       | تئومان ییلدیران                                  | فصل سوم                                          | ۷۳–۷۵                                            | منفی                                             | برادرِ اکرم |
| ملیسا ییلدیریم                                   | دکتر دریا                                        | فصل سوم                                          | ۹۷–۱۰۷                                           | مثبت                                             | همسرِ یاشار بی‌کس و همچنین دکترِ مریم |
| آرزو یانارداغ                                    | جاندان                                           | فصل سوم                                          | ۸۲–۹۴                                            | منفی                                             | معشوقهٔ ساختگی هیزیر |
| بازیگرانی که فقط در فصل چهارم حضور داشتند        |                                                  |                                                  |                                                  |                                                  | |
| ایلهان شِن                                        | فرمان فاچالی                                     | فصل چهارم                                        | ۱۲۲–۱۳۵                                          | منفی                                             | پسرِ حشمت فاچالی |
| آلپر کوت                                         | تحسین فاچالی                                     | فصل چهارم                                        | ۱۲۳–۱۳۹                                          | منفی                                             | پسرعموی حشمت و بهزاد |
| جانسو ملیس کارکوش                                | ملتم                                             | فصل چهارم                                        | ۱۰۹–۱۲۷                                          | مثبت                                             | او محافظ آلپ‌ارسلان است درحالی که همه فکر می‌کنند دوست‌دختر آلپ‌ارسلان است. |
| مهمت اولای                                       | رهبر فدایی‌ها                                     | فصل چهارم                                        | ۱۰۸–۱۳۴                                          | مثبت                                             | او رئیس فدایی‌ها و همچنین از دوستان یوسف چاکیربیلی (پدر آلپ‌ارسلان) است. |
| نظان نامیدار                                     | عزت                                              | فصل چهارم                                        | ۱۰۸–۱۲۰                                          | منفی                                             | او دشمن هیزیر و شریک تونجای است. |
| تکین تِمِل                                         | فوآت                                             | فصل چهارم                                        | ۱۰۸–۱۳۰                                          | منفی                                             | آدم عزت |
| سایدام یِنی‌آی                                     | مسعود                                            | فصل چهارم                                        | ۱۱۸–۱۳۵                                          | منفی                                             | او جایگزین تونجای شد. |
| کورای شاهینباش                                   | زکی سیوری                                        | فصل چهارم                                        | ۱۲۶–۱۳۹                                          | منفی                                             | دشمن چاکیربیلی‌ها و فاچالی‌ها |
| امیر چیچک                                        | تونجای                                           | فصل چهارم                                        | ۱۱۴–۱۲۰                                          | منفی                                             | او جایگزین داوود (رئیس اطلاعات) است و هدفش این است که هیزیر و الیاس را نابود کند. |
| تونجا آیدوغان                                    | موزی                                             | فصل چهارم                                        | ۱۰۹–۱۱۲                                          | منفی                                             | شریکِ آتش |
| نومان چاکیر                                      | سلطان آقا                                        | فصل چهارم                                        | ۱۱۵–۱۱۸                                          | منفی                                             | دشمن چاکیربیلی‌ها |
| جِنک هاکان کوکسال                                 | چنگیز                                            | فصل چهارم                                        | ۱۱۱–۱۲۱                                          | منفی                                             | برادرِ اوزلم چاکیربیلی |
| بیرگِن انگین                                      | جمره                                             | فصل چهارم                                        | ۱۰۸–۱۳۰                                          | -                                                | خواهرِ بزرگ‌ترِ اوزگور |
| سدات اِردیش                                       | سیران                                            | فصل چهارم                                        | ۱۱۱–۱۱۳                                          | منفی                                             | - |
| یاشار کوتبای                                     | موسی                                             | فصل چهارم                                        | ۱۲۲–۱۳۶                                          | منفی                                             | آدم حشمت فاچالی |
| محمد چاکای                                       | یحیی                                             | فصل چهارم                                        | ۱۱۳–۱۳۰                                          | -                                                | - |
| سو شاناد                                         | فیدان                                            | فصل چهارم                                        | ۱۰۸–۱۲۲                                          | مثبت                                             | خدمتکار خانوادهٔ چاکیربیلی |
| اورهان اِشکین                                     | سینان                                            | فصل چهارم                                        | ۱۰۸–۱۱۲                                          | منفی                                             | آدم عزت |
| فحری اوزتِزجان                                    | عاکف                                             | فصل چهارم                                        | ۱۲۱–۱۳۷                                          | منفی                                             | او در ابتدا دستیار مسعود بود. او همچنین نامزد اسرا بود. |
| دنیز تِلِک                                         | جلال                                             | فصل چهارم                                        | ۱۱۳–۱۳۶                                          | مثبت                                             | آدم الیاس |
| رمضان کالیونجو                                   | عیسی                                             | فصل چهارم                                        | ۱۱۳–۱۳۹                                          | مثبت                                             | آدم الیاس |
| اِرای کارادنیز                                    | تورگوت                                           | فصل چهارم                                        | ۱۱۳–۱۳۰                                          | مثبت                                             | آدم الیاس |
| احمد ییلدیریم                                    | میتهات (میتات)                                   | فصل چهارم                                        | ۱۱۳–۱۳۹                                          | مثبت                                             | آدم الیاس |
| ارسلان جیمِر                                      | صبری                                             | فصل چهارم                                        | ۱۰۸–۱۱۹                                          | منفی                                             | آدم عزت |
| جسور دوغان                                       | دوغان                                            | فصل چهارم                                        | ۱۲۳–۱۳۶                                          | منفی                                             | آدم حشمت فاچالی |
| بازیگرانی که فقط در فصل پنجم حضور داشتند         |                                                  |                                                  |                                                  |                                                  | |
| بوراک سرگن                                       | فیاض مِفتون                                       | فصل پنجم                                         | ۱۴۰–۱۶۵                                          | منفی                                             | یکی از اعضای میز و شرکای هیزیر؛ او هنگامی که برادر بزرگ‌ترش ابراهیم، توسط خواهر بزرگ‌ترش کشته می‌شود، سرپرست خانواده می‌شود. |
| ناز الماس                                        | سِودا مفتون                                       | فصل پنجم                                         | ۱۴۰–۱۵۱                                          | -                                                | دوست‌دخترِ سابق هیزیر |
| سما اوزتورک                                      | داملا                                            | فصل پنجم                                         | ۱۴۳–۱۵۷                                          | مثبت                                             | وکیل خانوادهٔ چاکیربیلی |
| سلدا الکور                                       | ملیکه مفتون                                      | فصل پنجم                                         | ۱۴۰–۱۵۳                                          | منفی                                             | خواهر بزرگ‌تر فیاض، عمهٔ سودا و دشمن خاندان چاکیربیلی‌ها |
| کوتای سونگار                                     | احمد مفتون                                       | فصل پنجم                                         | ۱۴۰–۱۶۵                                          | منفی                                             | پسرِ فیاض |
| ارجان رشاد دمیر                                  | بولنت مفتون                                      | فصل پنجم                                         | ۱۴۰–۱۶۲                                          | منفی                                             | پسرِ فیاض |
| افق تِوگه                                         | جِیحون مفتون                                      | فصل پنجم                                         | ۱۴۰–۱۶۲                                          | منفی                                             | پسرِ فیاض |
| اردم شانلی                                       | دینچِر مفتون                                      | فصل پنجم                                         | ۱۴۰–۱۴۳                                          | منفی                                             | پسرِ فیاض |
| اکرم ایسپیر                                      | ناصوح                                            | فصل پنجم                                         | ۱۵۵–۱۶۲                                          | منفی                                             | او آدمِ احمد دهلان است که از طرف CIA و موساد خاورمیانه را مدیریت می‌کند. |
| اِدیب سانِر                                        | کوکسال                                           | فصل پنجم                                         | ۱۵۴–۱۶۰                                          | منفی                                             | برادرِ بزرگ‌ترِ بهار (همسر طوفان)، پس از پایان کینهٔ طوفان، او به ترکیه بازگشت تا با طوفان اسلحه تولید کند. |
| جانر آتاجان                                      | جوشکون                                           | فصل پنجم                                         | ۱۴۵–۱۵۰                                          | منفی                                             | آدم آلتان |
| اِورِن اِرلِر                                        | بهرام                                            | فصل پنجم                                         | ۱۴۰–۱۴۹                                          | منفی                                             | دوستِ فیاض و برادرِ حبان و یکی از اعضای میز |
| گوکهان مومجو                                     | ولکان                                            | فصل پنجم                                         | ۱۵۴–۱۶۳                                          | منفی                                             | او برادر وسطی بهار (همسر توفان) است. او به همراه دمت و بهار برنامه‌ریزی می‌کند و سعی می‌کند اطلاعات داخلی را به دست آورد |
| مراد اوزبِن                                       | شفق سینیرسیز                                     | فصل پنجم                                         | ۱۴۶–۱۵۴                                          | منفی                                             | شریکِ آلتان و رهبر باند بدون حد. |
| مهمت اِسِن                                         | ساموئل                                           | فصل پنجم                                         | ۱۶۲–۱۶۵                                          | منفی                                             | او آدم احمد دهلان است و با فیاض همکاری می‌کند |
| اولجای یوسف‌اوغلو                                 | دمت                                              | فصل پنجم                                         | ۱۵۴–۱۵۸                                          | -                                                | دختر طوفان؛ در حالی که به عنوان مدیر در یک کارخانه کاغذ در لندن کار می‌کرد، به ترکیه بازمی‌گردد. او خود را با نام «یاسمین» به بوران معرفی کرد و عاشق او شد. |
| لِونت تولِک                                        | بشیر کِپِلی                                        | فصل پنجم                                         | ۱۶۰–۱۶۱                                          | منفی                                             | برادرِ میانیِ خانوادهٔ کِپِلی |
| مهمت گولِر                                        | واکّاس کِپِلی                                       | فصل پنجم                                         | ۱۶۰–۱۶۱                                          | منفی                                             | برادر بزرگ کِپِلی‌ها و رئیس خانوادهٔ آنهاست. |
| حیدر کویِل                                        | جواد کِپِلی                                        | فصل پنجم                                         | ۱۶۰–۱۶۳                                          | منفی                                             | سومین برادرِ خانواده کپلی؛ او با دادن پول به مردم کوچه و خیابان کار خانواده‌اش را انجام می‌دهد. |
| جم امولِر                                         | چنگیز                                            | فصل پنجم                                         | ۱۴۶–۱۵۳                                          | منفی                                             | مأمور اطلاعات؛ او جایگزین آلتان شد. او دشمن چاکیربیلی‌ها است. |
| نیهان بویوک‌آغاچ                                  | بهار                                             | فصل پنجم                                         | ۱۵۲–۱۵۹                                          | مثبت                                             | همسرِ طوفان |
| کان یالچین                                       | فردی                                             | فصل پنجم                                         | ۱۴۶–۱۶۱                                          | منفی                                             | او ابتدا آدم شفق بود و بعداً آدم آلتان شد. |
| آیکوت انگین                                      | تونجای                                           | فصل پنجم                                         | ۱۴۵–۱۵۰                                          | منفی                                             | آدم آلتان |
| ییلدیریم گوجوک                                   | اردم                                             | فصل پنجم                                         | ۱۴۶–۱۶۱                                          | منفی                                             | او ابتدا آدم شفق بود و بعداً آدم آلتان شد. |
| سرهان سوسلِر                                      | گووِن                                             | فصل پنجم                                         | ۱۴۶–۱۶۱                                          | منفی                                             | او ابتدا آدم شفق بود و بعداً آدم آلتان شد. |
|                                                  | هیرام                                            | فصل پنجم                                         | ۱۶۲_۱۶۵                                          | منفی                                             | او با نام قصاب برای احمد داهلان کار می‌کند. |
|                                                  | موزی                                             | فصل پنجم                                         | ۱۶۲_۱۶۵                                          | منفی                                             | او با نام قصاب برای احمد داهلان کار می‌کند. |
| بازیگرانی که فقط در فصل ششم حضور داشتند          |                                                  |                                                  |                                                  |                                                  | |
| انگین بنلی                                       | یامان کورکماز                                    | فصل ششم                                          | ۱۶۶–۱۹۹                                          | مثبت                                             | او پسرِ وسطیِ حمدی کورکماز، یکی از اعضای خانواده کورکمزلار است که دزدی می‌کنند. او دو برادر به نام‌های درمان و سلمان دارد. او ابتدا دشمن و سپس دوست چاکیربیلی‌ها در این فصل است. یکی از اعضای میز |
| محمد جان‌گورن                                     | حمدی کورکماز                                     | فصل ششم                                          | ۱۶۸–۱۹۹                                          | منفی                                             | بشیر حمدی کورکماز، پدرِ یامان کورکماز است و یامان نیز منبع قدرت اوست. او دو پسر دیگر به نام‌های درمان در زندان و سلمان در بیرون دارد. او به عنوان اولین مردی که گدایی را به استانبول آورد شناخته می‌شود. حمدی کورکماز که تا مدت‌ها همه او را فراری می‌پنداشتند، سال‌هاست که از طریق پسرانش همه چیز را بدون این‌که کسی ببیند مدیریت می‌کند. او می‌گوید دزدی سرگرمی او نیست، بلکه حرفه‌اش است. او مردی حیله‌گر است. |
| پلین آکیل                                        | بهار سینجانلی                                    | فصل ششم                                          | ۱۶۶–۱۹۹                                          | مثبت                                             | او دخترِ جلال سینجالی است و بعداً عاشق هیزیر می‌شود و برای او شروع به کار می‌کند. |
| اِرول بابااوغلو                                   | یاووز سینجانلی                                   | فصل ششم                                          | ۱۶۶–۱۹۹                                          | مثبت                                             | پسرِ جلال سینجالی، برادرِ بزرگ‌ترِ بهار و یکی از اعضای میز. |
| اونال سیلوِر                                      | ادریس                                            | فصل ششم                                          | ۱۶۶–۱۹۹                                          | مثبت                                             | او با نصیحتِ طوفان پشت میز نشست. برای او مهم‌ترین چیز در زندگی شهرت است. |
| جانر کورتاران                                    | اسحاق                                            | فصل ششم                                          | ۱۸۲–۱۹۹                                          | مثبت                                             | او آدمِ فتحی و تونجای و یکی از اعضای ضد گریلا است. |
| گیزم آریکان                                      | دیدم فاچالی/چاکیربیلی                            | فصل ششم                                          | ۱۶۷–۱۹۵                                          | مثبت                                             | دخترِ حشمت فاچالی که سال‌ها دخترش را از همه پنهان کرد. او بعداً با هیزیرعلی ازدواج می‌کند. |
| زینب الچین                                       | پینار                                            | فصل ششم                                          | ۱۸۴–۱۹۷                                          | مثبت                                             | او فیزیوتراپی است که سعی می‌کند آلپ‌ارسلان را اداره کند. |
| اِرگون تاش                                        | گِجه کوشو                                         | فصل ششم                                          | ۱۷۲–۱۸۵                                          | منفی                                             | آدمِ فتحی |
| اردینچ گولِنِر                                     | وُلکان                                            | فصل ششم                                          | ۱۹۲–۱۹۹                                          | منفی                                             | آدمِ فتحی و جودت |
| جان بویوک‌آلتای                                   | کورای                                            | فصل ششم                                          | ۱۹۹–۱۹۲                                          | منفی                                             | او تحت‌فرمان فتحی و ساواش است. او بعداً با ریدوان همکاری می‌کند. |
| احمد گونای                                       | درمان کورکماز                                    | فصل ششم                                          | ۱۷۱–۱۷۴                                          | منفی                                             | او پسرِ حمدی کورکماز و برادر بزرگ‌ترِ یامان کورکماز است. او در زندان است. |
| سونر تورکِر                                       | سلمان کورکماز                                    | فصل ششم                                          | ۱۷۲–۱۸۷                                          | منفی                                             | پسرِ حمدی کورکماز و برادرِ کوچک‌ترِ یامان کورکماز. |
| عدنان بیریجیک                                    | جیهان                                            | فصل ششم                                          | ۱۶۶–۱۸۰                                          | منفی                                             | او یکی از اعضای میز است و فردی بسیار تابع قوانین به‌نظر می‌رسد. |
| هاکان آتالای                                     | کایا                                             | فصل ششم                                          | ۱۶۶–۱۸۰                                          | منفی                                             | پسرِ ادریس |
| بختیار انگین                                     | تونجای                                           | فصل ششم                                          | ۱۸۳–۱۸۹                                          | منفی                                             | آدمِ فتحی و یکی از اعضای ضد گریلا |
| لِونت سولون                                       | فوآت                                             | فصل ششم                                          | ۱۷۹–۱۸۲                                          | منفی                                             | او آدم فتحی است و با کورکمازها همکاری دارد. |
| حقی اِرگوک                                        | ساواش                                            | فصل ششم                                          | ۱۹۷–۱۹۹                                          | منفی                                             | او آدمی است که اطلاعات و قدرت‌های بین‌المللی زیادی پشت سر خود دارد. او بعداً با ولکان همکاری می‌کند |
| چتین ساریکارتال                                  | دمیر                                             | فصل ششم                                          | ۱۸۱–۱۸۹                                          | منفی                                             | برادرِ ادریس |
| علی ایپین                                        | ریدوان (رضوان) کاراداغ                           | فصل ششم                                          | ۱۹۱–۱۹۸                                          | منفی                                             | او صربستانی است و دشمن چاکیربیلی‌ها است. |
| احمد اِرکوت                                       | دایی کورکماز                                     | فصل ششم                                          | ۱۷۲–۱۷۷                                          | منفی                                             | داییِ کورکمازها |
| آلپ اوزگور یاشین                                 | سِکو                                              | فصل ششم                                          | ۱۶۹–۱۹۹                                          | منفی                                             | نام اصلی او سرکان هست و دست‌راست حمدی کورکماز است. او همیشه کنار حمدی است. |
| کورشات دمیر                                      | کوبیلای                                          | فصل ششم                                          | ۱۶۹–۱۹۹                                          | مثبت                                             | او آدمِ آلپ‌ارسلان است و تکین او را آورد. |
| اونور قاسم شِنوجاک                                | قاسم                                             | فصل ششم                                          | ۱۹۰–۱۹۸                                          | مثبت                                             | یکی از بی‌خانمان‌ها و آدمِ دوغان بی‌کس. |
| مرت تانیک                                        | ایلهان                                           | فصل ششم                                          | ۱۸۷–۱۹۰                                          | منفی                                             | آدمِ فتحی |
| اِنیس آیبار                                       | ارجان                                            | فصل ششم                                          | ۱۸۷–۱۹۰                                          | منفی                                             | آدمِ ایلهان |
| حسین ارکانلی                                     | سِمیح کاراداغ                                     | فصل ششم                                          | ۱۹۱–۱۹۷                                          | منفی                                             | پسرِ ریدوان (رضوان) |
| گورکم دوغان                                      | اونسال کاراداغ                                   | فصل ششم                                          | ۱۹۱–۱۹۸                                          | منفی                                             | پسرِ ریدوان (رضوان) |
| حسن دمیرتاش                                      | آلپای کاراداغ                                    | فصل ششم                                          | ۱۹۱–۱۹۸                                          | منفی                                             | پسرِ ریدوان (رضوان) |
| مهمت رضا لِکی                                     | تایفون کاراداغ                                   | فصل ششم                                          | ۱۹۱–۱۹۶                                          | منفی                                             | پسرِ ریدوان (رضوان) |
| سینان سیجیم‌اوغلو                                 | موسی کاراداغ                                     | فصل ششم                                          | ۱۹۱–۱۹۴                                          | منفی                                             | پسرِ ریدوان (رضوان) |
| یوجل کِلِبِکلی                                      | مجید کاراداغ                                     | فصل ششم                                          | ۱۹۱                                              | منفی                                             | برادرِ ریدوان (رضوان) |
| سرهات پاریل                                      | اوئور                                            | فصل ششم                                          | ۱۸۱–۱۸۷                                          | منفی                                             | پسرِ دمیر و برادرزادهٔ ادریس. |
| اونور شان                                        | امین                                             | فصل ششم                                          | ۱۷۲–۱۹۸                                          | مثبت                                             | او ساز می‌زند و آهنگ می‌خواند. او در سلول با آلپ‌ارسلان آشنا می‌شود و بعداً با او دوست می‌شود. |
| بوراک پاموک                                      | اوزجان                                           | فصل ششم                                          | ۱۶۸–۱۹۹                                          | مثبت                                             | او برادرزادهٔ جیهان است. او بعداً برای حمدی و اسحاق کار کرد و بعدها دوستِ چاکیربیلی‌ها شد. |
| ریدوان آیبارس دوزی                               | عصمت                                             | فصل ششم                                          | ۱۶۷–۱۶۹                                          | مثبت                                             | او در ابتدا از افراد کورکمازها بود و بعداً با چاکیربیلی‌ها دوست می‌شود. |
| اونِر آتش                                         | جواد                                             | فصل ششم                                          | ۱۶۷–۱۶۹                                          | مثبت                                             | او در ابتدا از افراد کورکمازها بود و بعداً با چاکیربیلی‌ها دوست می‌شود. |
| سندوغان اوکسوز                                   | سوآت                                             | فصل ششم                                          | ۱۷۵–۱۹۹                                          | مثبت                                             | او یک قاتل و برادرزادهٔ نیهات است. او محافظ هتل کنار هیزیر است. |
| هاکان آیدین                                      | اورهان                                           | فصل ششم                                          | ۱۶۶–۱۸۵                                          | منفی                                             | آدم بهار سینجالی |
| مظهر علی‌جان اوئور                                | عباس                                             | فصل ششم                                          | ۱۸۳–۱۹۹                                          | مثبت                                             | او آدمِ اسحاق و دوستِ چاکیربیلی‌ها است. |
| سلیم آیگون                                       | سوپی                                             | فصل ششم                                          | ۱۷۲–۱۸۵                                          | منفی                                             | آدمِ درمان کورکماز |
| اوزگور داع                                       | سزایی                                            | فصل ششم                                          | ۱۸۷–۱۹۴                                          | منفی                                             | دمیر او را از آنکارا می‌آورد و بعداً آدم ادریس می‌شود. |
| موسی برک کورت                                    | ارتان                                            | فصل ششم                                          | ۱۹۷–۱۹۸                                          | منفی                                             | آدمِ ساواش |
| نذیر باغجی                                       | چنگیز                                            | فصل ششم                                          | ۱۸۳–۱۸۹                                          | منفی                                             | آدمِ تونجای |

## تقویم انتشار
| فصل   | شروع فصل        | پایان فصل     | تعداد قسمت‌ها | قسمت‌های این فصل | سال انتشار | شبکه |
| ----- | --------------- | ------------- | ------------ | --------------- | ---------- | ---- |
| اول   | ۸ سپتامبر ۲۰۱۵  | ۱۴ ژوئن ۲۰۱۶  | ۴۰           | ۱–۴۰            | ۲۰۱۵–۲۰۱۶  | ATV  |
| دوم   | ۴ اکتبر ۲۰۱۶    | ۳۰ می ۲۰۱۷    | ۳۱           | ۴۱–۷۱           | ۲۰۱۶–۲۰۱۷  | ATV  |
| سوم   | ۱۹ سپتامبر ۲۰۱۷ | ۱۲ ژوئن ۲۰۱۸  | ۳۶           | ۷۲–۱۰۷          | ۲۰۱۷–۲۰۱۸  | ATV  |
| چهارم | ۲۵ سپتامبر ۲۰۱۸ | ۲۸ می ۲۰۱۹    | ۳۲           | ۱۰۸–۱۳۹         | ۲۰۱۸–۲۰۱۹  | ATV  |
| پنجم  | ۲۴ سپتامبر ۲۰۱۹ | ۲۸ آوریل ۲۰۲۰ | ۲۶           | ۱۴۰–۱۶۵         | ۲۰۱۹–۲۰۲۰  | ATV  |
| ششم   | ۶ اکتبر ۲۰۲۰    | ۱۵ ژوئن ۲۰۲۱  | ۳۴           | ۱۶۶–۱۹۹         | ۲۰۲۰–۲۰۲۱  | ATV  |